# Pewee Lake
Pewee Lake är en sjö i Kanada.   Den ligger i Nipissing District och provinsen Ontario, i den sydöstra delen av landet, 220 km väster om huvudstaden Ottawa. Pewee Lake ligger 405 meter över havet.
I omgivningarna runt Pewee Lake växer i huvudsak blandskog. Trakten runt Pewee Lake är nära nog obefolkad, med mindre än två invånare per kvadratkilometer.